# Udrycze-Kolonia
Udrycze-Kolonia – wieś w Polsce położona w województwie lubelskim, w powiecie zamojskim, w gminie Stary Zamość.
W latach 1975–1998 miejscowość administracyjnie należała do województwa zamojskiego.
Wieś jest sołectwem w gminie Stary Zamość. Według Narodowego Spisu Powszechnego z roku 2011 wieś liczyła 185 mieszkańców.
Wierni Kościoła rzymskokatolickiego należą do parafii św. Antoniego Padewskiego w Udryczach.